# 早狩実紀
早狩 実紀（はやかり みのり、1972年11月29日 - ）は、日本の陸上競技選手兼指導者。3000m障害日本記録保持者。京都府宇治市出身。宇治市立槙島中学校、京都府立南八幡高等学校、同志社大学商学部卒業。
同志社大学卒業後は、三和銀行→トーラス（兵庫県加古川市にあるビジネスホテル）→京都光華AC（光華女子学園陸上競技実業団クラブ）所属兼同学園職員、京都陸上競技協会個人登録、チームEMDAで活動し、現在は第一線から退きアメリカの大学に留学中。

## 経歴
1990年、京都・南八幡高校3年時に宮城インターハイ3000mに出場し、レース終盤まで先頭を走る鯉川なつえ（筑紫女学園3年）をラスト100mでかわし高校新記録で優勝した。さらに続くとびうめ国体（福岡）少年A3000mでもラスト100mで鯉川をかわし高校新記録で優勝（9分3秒76）した。
1991年、世界陸上東京大会に初出場。3000mに出場したが、予選落ちした。
同志社大学卒業後の1995年、三和銀行に入社。以降、第79回1995年日本選手権800m2:05.82で初優勝し、1500mではクリュードミラ・ワシリア（ノーリツ）に次ぎ2位、3位は佐藤由美（京産大1年）であった。翌第80回1996年同選手権800mでは岡本久美子（筑波大4年）に敗れ2位、1500mでは初優勝した。1995年 - 2005年まで同選手権1500mで1位1回・2位3回・3位5回という成績であった。第90回2006年同選手権から新たに3000m障害が設けられたのに合わせ、こちらに比重を移し6連覇を達成した（日本陸上競技選手権大会の記録一覧 (女子)参照）。さらに2008年7月に記録した3000m障害9分33秒93の現日本記録保持者（3000メートル障害#日本記録歴代10傑参照）。
1999年、世界室内陸上前橋大会に出場。1500mで予選落ちした。
2000年、トーラスへ移籍。
2004年、トーラスを退職。光華女子学園職員として同学園のクラブに籍を置きつつ、米国・ニューメキシコ州アルバカーキを練習拠点とする。
2005年、世界陸上ヘルシンキ大会で日本人女子として初めて3000m障害に出場。決勝に進出し、12位に入る健闘を見せた。
2007年、3000m障害で世界陸上大阪大会に出場。予選のラスト一周で、障害の枕木に膝を強打、背中からトラックにたたきつけられ、脳震盪を起こし意識を失った。レースは途中棄権となり、早狩は担架で運ばれた。
2008年6月、3000m障害で日本選手権3連覇を果たし（後の2011年まで6連覇した）、続いて同年7月に記録した同障害9分33秒93は2021年現在の日本記録になる。さらに35歳にして自身初のオリンピック代表をつかんだ。同年8月、北京オリンピックの3000m障害に出場するも予選落ちに終わった。
2009年、3000m障害で世界陸上ベルリン大会に出場するも予選落ちする。
2010年、広州アジア競技大会の3000m障害に出場し、銅メダルを獲得した。
全国都道府県対抗女子駅伝（全国女子駅伝）には、中学2年生だった第5回大会（1987年）に2区を走ったのが初出場だったが、その後高校1年生だった第7回大会（1989年）から第25回大会（2007年）まで19年連続出場（京都府および兵庫県代表、2007年は京都府チームのコーチ兼任）。第26回大会（2008年）は京都府チームのコーチとして参加し、第27回大会（2009年）は再び京都府代表の走者として出場した。第29回大会（2011年）はオリンピック代表経験者としては岡山県チームの山口衛里監督についで2人目（現役選手としては初）となる京都府チームの監督を務め、この年の京都府チームの優勝に貢献した。
2014年11月、アテネクラシックマラソンフルマラソンに初挑戦。ゴールタイムは2時間53分43秒で、女子総合9位に入った。翌2015年の同大会では2時間52分06秒で女子総合1位に輝いた。
2015年、NPO法人京都光華ランニングクラブ「MINORI RC」を設立し、代表兼ヘッドコーチに就任。
2017年3月31日付で光華女子学園を退職。
2018年9月にスペイン・マラガで開催された世界マスターズ選手権の2000m障害（45 - 49歳クラス）に出場し、世界記録を更新して金メダル獲得。同大会では、大学の同期である朝原宣治も男子4×100mリレーで金メダルを獲得した。
日本選手権には、3000mでエントリーした1992年より2017年まで26回連続出場。女子3000m障害は初採用された2006年より2011年まで6連覇、1996年の800mと1500mの2冠を合わせ8回の日本タイトルを獲得した。入賞回数は4種目合わせて25回に及び、トラック種目では男女通じて歴代最多入賞回数である。しかし、2018年は日本選手権の出場資格となる参加標準記録Aに届かず、連続出場が途絶えた。2019年は2年ぶりの出場を果たすが、1組最下位（9位）に終わり決勝を逃した。
2021年6月の日本選手権は申込資格記録をクリアするも申込者多数のため、出場はならなかった。
2022年よりサンディエゴの大学に留学中。

## 出演
- 京スポ（KBS京都） - コメンテーター
- この人に逢わせて喜ばせたい!逢喜利（中京テレビ、2019年3月19日 ）武井壮のゲストでサプライズ出演